# Irish Open 1954
Die Irish Open 1954 waren die 41. Austragung dieser internationalen Meisterschaften von Irland im Badminton. Sie fanden in Cork statt.

## Finalresultate
| Disziplin    | Sieger                        | Finalist                         | Ergebnis          |
| ------------ | ----------------------------- | -------------------------------- | ----------------- |
| Herreneinzel | Jeffrey Robson                | Frank Peard                      | 15–3, 15–9        |
| Dameneinzel  | Heather Robson                | Iris Cooley                      | 11–7, 11–2        |
| Herrendoppel | Frank Peard Jim FitzGibbon    | Dennis B. Green Kenneth Carlisle | 15–10, 15–11      |
| Damendoppel  | Iris Cooley June White        | Nancy Horner J. C. Smart         | 15–7, 15–4        |
| Mixed        | Wilfred Robinson Nancy Horner | R. S. Love A. Love               | 15–7, 4–15, 17–14 |